# Homaliodendron ligulaefolium
Homaliodendron ligulaefolium är en bladmossart som beskrevs av Fleischer 1906. Homaliodendron ligulaefolium ingår i släktet Homaliodendron och familjen Neckeraceae. Inga underarter finns listade i Catalogue of Life.